# Celia Amorós
Celia Amorós Puente (Valencia, 1 de enero de 1944) es una filósofa, escritora y ensayista española, teórica del feminismo. En 2006 se convirtió en la primera mujer que obtuvo el Premio Nacional de Ensayo.
Referente clave en el llamado feminismo de la igualdad, ha centrado una parte importante de su investigación en la construcción de las relaciones entre Ilustración y feminismo. Su libro Hacia una crítica de la razón patriarcal (1985) constituye un nuevo enfoque de la filosofía desde la perspectiva de género, pone de manifiesto los sesgos del androcentrismo y reivindica una revisión crítica por parte de las mujeres de la misma.
Es catedrática y miembro del Departamento de Filosofía y Filosofía Moral y Política de la UNED. Entre sus principales investigaciones:  los procesos de Ilustración y sus implicaciones para el feminismo y las mujeres en el Islam, y los derechos humanos y los derechos de la mujer en el marco del multiculturalismo.

## Trayectoria
Licenciada en Filosofía por la Universidad de Valencia, 1969. Recibió el Premio Extraordinario de Licenciatura (1970). El título de su tesis:  El concepto de razón dialéctica en Jean Paul Sartre. También en la Facultad de Filosofía de la Universidad de Valencia realizó su doctorado. El título de su tesis doctoral fue:  Ideología y pensamiento mítico: En torno a Mitologías de Claude Lévi-Strauss.
Es especialista en el pensamiento ético-político de Jean Paul Sartre y en la historia del existencialismo. En este campo destacan sus obras Sören Kierkegaard o la subjetividad del caballero (1987) y Diáspora y Apocalipsis. Ensayos sobre el nominalismo de Jean Paul Sartre (2001)
Amorós contó en una entrevista que su sensibilización como feminista se produjo en solitario a partir de las experiencias personales y de las lecturas de Simone de Beauvoir o la Mística de la feminidad de Betty Friedan que presentó cuando era representante estudiantil en Valencia, contextualizando las luchas por la emancipación de las mujeres en el marco de la lucha antifranquista y anticapitalista, preocupándose especialmente por el feminismo como ética "sin minimizar -señalaba- el feminismo como movimiento social.
Entre sus primeras publicaciones se encuentran Sesgos patriarcales en el discurso filosófico. En 1985 se publicó el libro Hacia una crítica de la razón patriarcal que reúnen sus primeros trabajos en el feminismo.
Militante en el Frente de Liberación de la Mujer de Madrid (FLM) hasta 1980. Ese mismo año recibió el "Premio María Espinosa de Ensayo" al mejor artículo publicado sobre temas de Feminismo por su obra "Feminismo y partidos políticos", en Zona abierta, Primavera 1980.
En 1987 creó el Seminario Feminismo e Ilustración impartido en la Facultad de Filosofía y Letras de la Universidad Complutense de Madrid hasta 1994.
El 14 de noviembre de 1990 asumió la dirección del Instituto de Investigaciones Feministas tras una primera fase fundacional coordinado por María Carmen García Nieto. Estuvo al frente hasta 1993 año en el que Amorós inició una estancia en la Universidad de Harvard.
En 1991 fundó el curso Historia de la teoría feminista, del Instituto de Investigaciones Feministas que dirigió hasta 2005 cuando fue sustituida por la filósofa Ana de Miguel. Los temas impartidos por Amorós fueron feminismo y multiculturalismo, feminismo e Ilustración, el feminismo freudomarxista de Shulamith Firestone y la ontología del presente de Donna Haraway.
En el año 2006 fue distinguida con el Premio Nacional de Ensayo por la obra "La gran diferencia y sus pequeñas consecuencias.... para la lucha de las mujeres" (2004) convirtiéndose en la primera mujer que recibió este galardón.  Dotado con 15.000 euros, el premio distingue un trabajo de reflexión o pensamiento de autor o autora españoles escrito en cualquiera de las lenguas oficiales del Estado y editado en el año anterior al fallo.
Catedrática y miembro del Departamento de Filosofía y Filosofía Moral y Política de la Universidad Nacional de Educación a Distancia UNED destacan sus investigaciones y trabajos sobre feminismo y multiculturalidad.  Amorós considera que hay vetas de ilustración en las diferentes culturas, especialmente en la cultura islámica y busca el punto de encuentro en la construcción de la igualdad entre las mujeres de diferentes procedencias culturales.
En homenaje a su persona, el Instituto de la Mujer creó en 2020 el premio que lleva su nombre, Premio Celia Amorós de ensayo feminista, que reconoce los trabajos inéditos de investigación feminista.

## Premios y distinciones
- 1980 Premio María Espinosa de Ensayo al mejor artículo publicado sobre temas de Feminismo: "Feminismo y partidos políticos", publicado en Zona abierta, Primavera 1980[5]
- 1996 Galardonada por la tertulia feminista Les Comadres de Gijón con la "Comadre de Oro" premio que se otorga en reconocimiento a la lucha por los derechos de las mujeres.
- 2006 Premio Nacional de Ensayo[1] por su obra "La gran diferencia y sus pequeñas consecuencias... para las luchas de las mujeres". Concedido por vez primera a una mujer. Esta obra completa una trilogía feminista cuyas dos obras anteriores son Hacia una crítica de la razón patriarcal (1985), Tiempo de feminismo (1997)

- 2011 Medalla a la "Promoción de los Valores de Igualdad" otorgado por el Ministerio de Sanidad, Servicios Sociales e Igualdad[15]
- 2012 Premio Mujeres Progresistas, otorgado por la Federación de Mujeres Progresistas.[16]
- 2016 Premio Clara Campoamor concedido por el gobierno municipal de Madrid (2016) por sus aportaciones en el avance de la igualdad entre hombres y mujeres.[17]
- 2016 Alta Distinción de la Generalidad Valenciana[18]
- 2018 Nominada a los Premis Pont del Mediterrani, Mostra Viva de Mediterraneo en la categoría de Literatura y Pensamiento.[19]

## Obra

### Libros ( libros y ensayos)
- Ideología y pensamiento mítico, 1973.

- Hacia una crítica de la razón patriarcal, Barcelona, Anthropos, 1985, 1991.

- Sören Kierkegaard o la subjetividad del caballero, Barcelona, Anthropos, 1987.

- Espacio de los iguales, espacio de las idénticas. Notas sobre poder y principio de individuación, en Arbor, núm. 503-504.

- Tiempo de feminismo. Sobre feminismo, proyecto ilustrado y posmodernidad. Madrid, Cátedra, Col. Feminismos, 1997.

- El feminismo: senda no transitada de la Ilustración, en lsegoría. Revista de Filosofía Moral y Política, núm. 1, 1990, Instituto de Filosofía, CSIC, pág. 139.

- Sartre. Introducción y Antología de textos. Editorial Anthropos.

- Patriarcalismo y razón ilustrada, en Razón y Fe, núms. 113-114, julio-agosto de 1991.

- Los escritos póstumos de Sartre (I) y (II), en Revista de Filosofía, 3~ época, vol. III y IV, Madrid, Universidad Complutense.

- El nuevo aspecto de la polis, en La balsa de la Medusa, núms. 19-20, 1991.

- Feminismo y Ética, C. Amorós (dir.),  monográfico de Isegoría. Revista de Filosofía Moral y Política, núms. 6, 1992.

- Feminismo, Ilustración y misoginia romántica, en Birules y otros, Filosofía y género, Identidades femeninas Pamplona, Pamiela, 1992.

- Feminismo: igualdad y diferencia, Colección Libros del PUEG, UNAM, México, 1994.

- 10 palabras clave sobre Mujer, Estella (Navarra), Verbo Divino, 1995.

- Tiempo de feminismo. Sobre feminismo, proyecto ilustrado y posmodernidad. Madrid, Cátedra, Col. Feminismos, 1997.

- Feminismo y Filosofía, Amorós, C., (edit) et alt. Madrid, Edit. Síntesis, 2000.

- Diáspora y Apocalipsis. Estudios sobre el nominalismo de J.P.Sartre, Valencia, Eds. Alfons el Magnánim, (2001). Pendientes de publicación.

- Mujer, participación y cultura política 1990 Buenos Aires, ediciones de la Flor. Reedición con el título de Feminismo; igualdad y diferencia, México, Libros del P.U.E.G, U.N.A.M., 1994. 3.ª edición, 2003.

- La gran diferencia y sus pequeñas consecuencias... Para la emancipación de las mujeres, Madrid, Cátedra, Colección Feminismos, 2004.

- Teoría feminista. De la Ilustración a la globalización Celia Amorós y Ana de Miguel (eds.) (3 vols.), Madrid, eds. Minerva. 2005.[20]

- Vetas de ilustración: Reflexiones sobre feminismo e islam  Madrid, Editorial Cátedra, 2009.
- Salomón no era sabio, Madrid, Editorial Fundamentos, 2014.

### Ediciones de libros
- Introducción y edición del número monográfico Ética y Feminismo. Isegoría. Revista del Instituto de Filosofía del Consejo Superior de Investigaciones Científicas, n.º 6, Madrid, nov. 1992.

### Prólogos a libros
- Moreno, Amparo, La obra política de Aristóteles. Barcelona, Icaria, 1987.

- Osborne, Raquel, La encrucijada de la sexualidad. Una aproximación desde el feminismo. Barcelona, La Sal, 1989.

- Osborne, Raquel, La encrucijada de la sexualidad. Una aproximación desde el feminismo. Barcelona, La Sal, 1989.

- Altable Vicario, Charo, Penélope o las trampas del amor, Madrid, Mare Nostrum Ediciones Didácticas, 1991

- Puleo, Alicia, Dialéctica de la Sexualidad. Género y sexo en la filosofía contemporánea. Madrid, ed. Cátedra, col. Feminismo, 1992.

- Allegue Aguete, Pilar, A filosofía ilustrada de Fr. Martín Sarmiento, Vigo, Edicións Xerais de Galicia, 1993.

- Molina Petit, Cristina, Dialéctica feminista de la Ilustración, Madrid, Anthropos-Dirección General de la mujer de la CAM, 1994.

- Presentación. Lo femenino como `lo Otro´ en la objetivación conceptual de lo genérico humano, en VV.AA. Conceptualización de lo femenino en la filosofía antigua, Madrid, Siglo XXI de España Editores, 1994.

- Cobo, Rosa, Fundamentos del patriarcado moderno. Jean-Jacques Rousseau, Madrid, Cátedra, col. Feminismos, 1995.

- Femenías, María Luisa, Inferioridad y exclusión, Buenos Aires, Nuevohacer grupo editor latinoamericano, 1996.

- López Pardina, Mª Teresa, Simone de Beauvoir: una filósofa del siglo XX, Universidad de Cádiz, Servicio de Publicaciones, 1998.

- Guerra Palmero, Mª José, Mujer, identidad y reconocimiento. Habermas y la crítica feminista, Instituto canario de la mujer, 1998.

- Feminismo y perversión epílogo a Posada Kubissa, Luisa, Sexo y Esencia, Madrid, horas y HORAS, 1998.

- González Suárez, Amalia, La conceptualización de lo femenino en la Filosofía de Platón, Madrid, Ediciones Clásicas, 1999.

- Sartre, Jean-Paul, Las Palabras, Madrid, Círculo de Lectores, (en prensa)

- Globalización y orden del género: del salario familiar a la “economía del trabajo doméstico fuera del hogar, prólogo a Villota, Paloma de (Ed.), Globalización y desigualdad de género, Síntesis, 2004. Pendiente de publicación.

### Traducciones
- Godelier, M., Horizons, trajets, Marxistes en Anthropologie, (París, Maspero, 1973) con el título de Economía, Fetichismo y Religión, Madrid, Siglo XXI Eds., 1974.

- Galton y Schamble, Problemas de la Filosofía Contemporánea, Madrid, Grijalbo, 1978.

- Varios artículos entre los Miguel Ángel falla en J.Vidal Beneyto ed., Análisis estructural del relato, Madrid, ed. Nacional, 1982.

- Revisión de la traducción de Juan Valmar, El Ser y la Nada, de J.P.Sartre, Madrid, Alianza Editorial, 1984.

- Traducción de J.P.Sartre, Critique de la Raison Dialectique, por encargo de Alianza Editorial. Pendiente de publicación.

## Publicaciones sobre la autora
- Un pensamiento intempestivo: la razón emancipatoria ilustrada en la filosofía de Celia Amorós (1999). Por Alicia Puleo. Revista Isegoría 21. (En línea)[21]

- Filosofía y feminismo en Celia Amorós (2006). Por Luisa Posada Kubissa. En Labrys, Estudios Feministas. (En línea)[22]

- Pensar con Celia Amorós (2010). Editorial Fundamentos 2010. Llibro homenaje editado por las filósofas Marian López Cao y Luisa Posada Kubissa, del Instituto de Investigaciones Feministas (Universidad Complutense de Madrid), en el que colaboran entre otras pensadoras feministas Amelia Valcárcel, Alicia Puleo y María Luisa Femenías.[23]
- Celia Amorós, Maestra de Maestras.(2025) Por Rosalía Romero Pérez. En Núm. 20 (2025): 50 años de feminismo en España y América Latina[24]